# De republiek (roman)
De republiek is de tweede roman van de Nederlandse schrijver en journalist  Joost de Vries uit 2013.

## Hoofdpersonen
De 4 hoofdpersonen zijn:
- Josip Brik, autoriteit op het gebied van Hitlerstudies. Hoogleraar te  Ithaca en  Groningen
- Friso de Vos, redacteur van "De Slaapwandelaar", tijdschrift voor Hitlerreportages, in Ithaca, naaste medewerker van Josip
- Pippa Lowenberg, geliefde van Friso, schilderijenrestaurateur en rechterhand van Josip
- Philip de Vries, assistent van Josip Brik in Groningen

## Invalshoek van de lezer
Alleen hoofdpersoon Friso de Vos geeft zijn versie van de gebeurtenissen aan de lezer.

## Verhaal
Terwijl Friso op studiereis is in Chili, valt Josip dood neer vanaf zijn balkon van een Amsterdamse hotelkamer. In Chili loopt Friso tegelijkertijd een bijna dodelijke infectieziekte op na een ongelukkige val. Hierdoor kan hij de herdenkingsdienst van Josip in New York niet bijwonen. Aldaar steelt de voor Friso onbekende Philip de show. De politie van Ithaca roept sleutelhouder Friso op, na een inbraak in de villa van de overleden Josip. In Wenen zijn Friso en Philip beiden op een historisch congres uitgenodigd om met elkaar in debat te gaan. Ziekelijke jaloezie drijft Friso ertoe om zich voor Philip uit te geven met het oog hem belachelijk te maken. Als ze elkaar uiteindelijk ontmoeten, blijken ze veel gemeen te hebben en Friso schaamt zich voor zijn gedrag. Intussen is er een zoektocht naar een vermeende maquette van Albert Speer in een stad die nog doortrokken is van Adolf Hitler. Maar wat was het doel van de inbraak in de villa?

## Prijs
De roman won de Gouden Boekenuil 2014, waaraan verbonden was een geldprijs van 25.000 euro en een kunstwerk.